# Brébeuf
Brébeuf är en kommun i provinsen Québec i Kanada, av typen socken (municipalité de paroisse) till 2023. Den ligger i regionen Laurentides, i den sydöstra delen av landet, 110 km nordost om huvudstaden Ottawa. Antalet invånare var 1 009 vid folkräkningen 2021. Landarean är 36 kvadratkilometer.